# Sviščev mravljiščar
Sviščev mravljiščar (znanstveno ime Phengaris alcon) je metulj iz družine modrinov, ki je omejeno razširjen tudi v Sloveniji.

## Opis
Odrasli metulji merijo preko kril med 30 in 34 mm in imajo sivo rjavo spodnjo stran okrašeno z izrazitimi belo obrobljenimi pegami na sredini in nizom zabrisanih peg ob zunanjem robu. Samec ima zgornjo stran kril modre barve s širokim, črnikastim, zunanjim robom. Osrednji del zgornje strani kril je brez vzorca. Samica ima zgornjo stran kril bolj ali manj enotno temno sive barve z rahlim modrim poprhom ob telesu.

## Habitat
V Sloveniji je sviščev mravljiščar uvrščen na Rdeči seznam ogroženih metuljev kot prizadeta vrsta. V omejenem številu je razširjen po močvirnih travnikih in nizkih barjih do okoli 1000 m nad morjem, na rastiščih močvirskega svišča, ki je metuljeva gostiteljska rastlina, in kjer obenem živijo gostiteljske vrste mravelj. Gosenice sviščevega mravljiščarja namreč v četrti fazi razvoja zapustijo gostiteljke rastline in na tleh začnejo izločati posebne kemične spojine (alomone), ki so skoraj identični alomonom, ki jih izločajo ličinke mravelj. Mravlje delavke zato gosenice odnesejo v mravljišče, kjer jih hranijo in zanje skrbijo prav tako kot za svoje ličinke.

## Taksonomija
Priznanih je pet podvrst:
- P. a. alcon (Osrednja Evropa)
- P. a. jeniseiensis (Shjeljuzhko, 1928)  (južna Sibirija)
- P. a. sevastos Rebel & Zerny, 1931 (Karpati)
- P. a. xerophila Berger, 1946 (Osrednja Evropa)
- †P. a. arenaria (Nizozemska)